# Gerd Müller (calciatore 1954)
Gerd Müller (28 marzo 1954) è un ex calciatore tedesco, di ruolo centrocampista.

## Carriera
Gioca due stagioni nella serie cadetta tedesca con l'Homburg, ottenendo come miglior piazzamento il terzo posto nel girone sud della 2. Fußball-Bundesliga 1975-1976.
Nel 1976 passa al Göttingen, con cui retrocede in terza serie al termine della 2. Fußball-Bundesliga 1976-1977. 
Nella stagione 1977-1978 è in forza al Kickers Offenbach, con cui ottiene il quinto posto del girone meridionale.
Dal 1978 al 1980 è in forza al Saarbrücken, con cui ottiene come miglior piazzamento il quinto posto del girone sud nella 2. Fußball-Bundesliga 1979-1980. 